# Соглашения по конфигурации
Соглашения по конфигурации (англ. Convention over configuration, также известен как англ. coding by convention) — концепт (или принцип) проектирования программного обеспечения, заключающийся в том, что рассматриваемые аспекты нуждаются в конфигурации тогда и только тогда, когда этот аспект не удовлетворяет некоторой спецификации. Принцип как правило, применяется в разработке фреймворков, и позволяет сократить количество требуемой конфигурации без потери гибкости.
Концепт «Соглашения по конфигурации» основан на существовавших ранее таких понятиях, как разумные значения по умолчанию (англ. sensible defaults) или правило наименьшего удивления при проектировании интерфейса пользователя. Концепт впервые был представлен Давидом Ханссоном в его описании фреймворка Ruby on Rails. Впоследствии принцип стал широко использоваться в других фреймворках, таких как Apache Maven, Spring Framework и др.

## Описание
Например, если свойство класса называется как «Sales», то отображение свойства на поле таблицы будет по умолчанию и согласно концепту проводится на имя «Sales». Аналогично, если экземпляр данного класса необходимо преобразовать в строковый формат (JSON, XML и др.), то для именования поля по умолчанию фреймворк выберет «Sales».
В качестве другого примера применения принципа является задание структур проекта и правил поведения по умолчанию. Например, Apache Maven по умолчанию создаёт определённую структуру каталогов для файлов проекта, а само выполнение сборки производится посредством фиксированных фреймворком шагов.